# Ministerie van Cultuur
Een ministerie van Cultuur, onder leiding van een minister van Cultuur, staat in voor het cultuurbeleid.
| Land                                     | Ministerie                                                                                     | Minister                                                                                 |
| ---------------------------------------- | ---------------------------------------------------------------------------------------------- | ---------------------------------------------------------------------------------------- |
| België - Vlaanderen - Franse Gemeenschap | Geregionaliseerd: - Departement Cultuur, Jeugd, Sport en Media                                 | Geregionaliseerd: - lijst van Vlaamse ministers - lijst van Franse Gemeenschapsministers |
| Denemarken                               | Ministerie van Cultuur                                                                         |                                                                                          |
| Nederland                                | Ministerie van Onderwijs, Cultuur en Wetenschap                                                |                                                                                          |
| Polen                                    | Ministerie van Cultuur en Nationaal Erfgoed (van 2001 tot 2005 Ministerie van Cultuur genaamd) |                                                                                          |
| Tsjechië                                 | Ministerie van Cultuur                                                                         | Lijst van Tsjechische ministers van Cultuur                                              |